# Heinz Eickmans
Heinz Theodor Eickmans (* 16. Februar 1953 in Goch) ist ein deutscher Niederlandist und Germanist.

## Leben
Eickmans studierte nach dem Abitur am Collegium Augustinianum Gaesdonck Niederlandistik, Germanistik und Allgemeine Sprachwissenschaft  in Münster. 1986 promovierte er dort mit einer Arbeit über Gerard van der Schuerens Theutonista. Nach Lehrtätigkeiten an den Universitäten in Münster und Leipzig ist Eickmans seit 2006 Professor für Niederlandistik an der Universität Duisburg-Essen. Zudem ist er Vorsitzender der Niederrhein-Akademie/Academie Nederrijn e.V. in Xanten und Geschäftsführender Direktor des Instituts für niederrheinische Kulturgeschichte und Regionalentwicklung an der Universität Duisburg-Essen mit Sitz in Essen.

## Werke
- Gerard van der Schueren: Teuthonista. Lexikographische und historisch-wortgeographische Untersuchungen, Böhlau, Köln u. Wien 1986, (= Niederdeutsche Studien, 33), ISBN 3-412-04685-X, (Online-Ausgabe; PDF; 3,6 MB).
- Hg.: Niederländischunterricht an deutschen Schulen und Volkshochschulen. Beiträge des Münsteraner Kolloquiums vom 3.-4. März 1988. Klett, Stuttgart 1989.
- Hg. mit Lut Missinne: Albert Vigoleis Thelen. Mittler zwischen Sprachen und Kulturen. Waxmann, Münster u. a. 2005, (= Niederlande-Studien, 38), ISBN 3-8309-1492-X.
- Hg. mit Jörg Engelbrecht: Blick gen Westen. Deutsche Sichtweisen auf die Niederlande und Flandern. Dieter Geuenich zum 65. Geburtstag, Agenda, Münster 2008, ISBN 978-3-89688-346-9.
- Hg. mit Georg Cornelissen: Familiennamen an Niederrhein und Maas. Von Angenendt bis Seegers/Zeegers, Pomp, Bottrop 2010, (= Schriftenreihe der Niederrhein-Akademie. 9), ISBN 978-3-89355-263-4.
- Hg. mit Guillaume van Gemert und Helmut Tervooren:  Das „Kerkelyk Leesblad“ (1801/02). Eine Zeitschrift für den Niederrhein zwischen Aufklärung und Traditionalität, Pomp, Bottrop 2011, (= Schriftenreihe der Niederrhein-Akademie, 10), ISBN 978-3-89355-264-1.
- daneben zahlreiche Aufsätze.
- Mitherausgeber der Buchreihen Schriftenreihe der Niederrhein-Akademie/Academie Nederrijn und Essener Schriften zur Sprach-, Kultur- und Literaturwissenschaft (ESS-KuLtur) sowie der Zeitschrift nachbarsprache niederländisch. Beiträge zur Sprache, Literatur und Kultur der Niederlande und Flanderns der Fachvereinigung Niederländisch (ISSN 0936-5761).